# ジュゼッペ・イアキーニ
ジュゼッペ・イアキーニ（Giuseppe Iachini, 1964年5月7日 - ）は、イタリア・アスコリ・ピチェーノ出身の元サッカー選手、サッカー指導者。現役時代のポジションはMF。

## 選手経歴
1981年にセリエAのアスコリ・カルチョでキャリアをスタートさせ、1989年に入団したACFフィオレンティーナでは126試合に出場した。
フィオレンティーナ退団後はパレルモやラヴェンナなど下部リーグのクラブを渡り歩き、セリエC1のアレッサンドリアに在籍していた2001年に現役を退いた。

## 指導者キャリア
2001年10月、選手キャリアの晩年を過ごしたセリエAのACヴェネツィアの監督に就任し指導者キャリアをスタートさせた。しかしコーチングライセンスを所持していなかったため6カ月の出場停止を科され、ヴェネツィアはセリエBへ降格した。
2002年にはセリエC1のACチェゼーナ、2003年にはセリエBのヴィチェンツァ・カルチョ、2004年にはセリエBのピアチェンツァ・カルチョで指揮を執り経験を積んだ。
2007年6月、セリエBへ降格したACキエーヴォ・ヴェローナの監督に招聘され1シーズンでのセリエA復帰を果たした。
セリエAで迎えた2008-09シーズンは好調なスタートを切ったが、2008年11月4日に解任された。
2009年10月4日、セリエBのブレシア・カルチョの監督に就任。2009-10シーズンを3位で終え、昇格プレーオフでは準決勝でASチッタデッラ、決勝でトリノFCを破り昇格を果たした。セリエA昇格後の2010-11シーズンは降格ゾーンに沈み、2010年12月6日に解任。しかし2011年1月30日に後任のマリオ・ベレッタが2カ月で解任されたため復帰した。
2011年11月14日、セリエBで低迷していたUCサンプドリアの監督に就任。イアキーニ就任後は復調を見せリーグを6位で終えると、ヴァレーゼ・カルチョSSDと昇格プレーオフ決勝を制しセリエAへ昇格した。
2012年12月17日、セリエAに所属するACシエナの監督に就任。しかしクラブは降格した。
2013年9月25日、ジェンナーロ・ガットゥーゾの後任として選手時代にもプレーしたUSチッタ・ディ・パレルモと2年契約を締結した。2013-14シーズンにはチームをセリエB優勝に導きセリエA復帰。翌2014-15シーズンには昇格1年目ながら11位につける健闘を見せたが、2015年11月10日に解任された。
パレルモはイアキーニ解任後にマウリツィオ・ザンパリーニ会長主導の元で1カ月間で4人の指揮官を就任させる混乱を見せたが復調せず、2016年2月15日にイアキーニを再び監督の座に据えた。しかし3月6日に行われたインテル戦後のザンパリーニの発言を受け3月8日に辞任した。
ウディネーゼ・カルチョで5カ月指揮を執り解任され、2017年11月27日にUSサッスオーロ・カルチョの監督に就任した。
2019年12月23日、ACFフィオレンティーナの監督に就任した。2020年11月9日に解任されたが、2021年3月24日に再び就任した。
2021年11月23日、パルマ・カルチョ1913の監督に就任した。
2024年2月6日、SSCバーリの監督に就任した。

## 監督成績
2021年4月3日現在
| クラブ                 | 国           | 就任           | 退任           | 記録 | 記録 | 記録 | 記録 | 記録 | 記録 | 記録 | 記録   |
| クラブ                 | 国           | 就任           | 退任           | 試   | 勝   | 分   | 敗   | 得   | 失   | 差   | 勝率   |
| ---------------------- | ------------ | -------------- | -------------- | ---- | ---- | ---- | ---- | ---- | ---- | ---- | ------ |
| チェゼーナ             | イタリアの旗 | 2002年7月1日   | 2003年7月1日   | 42   | 19   | 14   | 9    | 59   | 34   | +25  | 045.24 |
| ヴィチェンツァ         | イタリアの旗 | 2003年7月1日   | 2004年7月1日   | 47   | 12   | 21   | 14   | 49   | 52   | −3   | 025.53 |
| ピアチェンツァ         | イタリアの旗 | 2004年7月1日   | 2007年6月15日  | 134  | 54   | 32   | 48   | 170  | 156  | +14  | 040.30 |
| キエーヴォ・ヴェローナ | イタリアの旗 | 2007年6月15日  | 2008年11月3日  | 54   | 25   | 16   | 13   | 84   | 62   | +22  | 046.30 |
| ブレシア               | イタリアの旗 | 2009年10月4日  | 2010年12月6日  | 55   | 23   | 12   | 20   | 67   | 64   | +3   | 041.82 |
| ブレシア               | イタリアの旗 | 2011年1月30日  | 2011年6月29日  | 16   | 2    | 8    | 6    | 17   | 22   | −5   | 012.50 |
| サンプドリア           | イタリアの旗 | 2011年11月14日 | 2012年7月2日   | 31   | 15   | 10   | 6    | 37   | 24   | +13  | 048.39 |
| シエーナ               | イタリアの旗 | 2012年12月17日 | 2013年7月14日  | 22   | 5    | 5    | 12   | 21   | 34   | −13  | 022.73 |
| パレルモ               | イタリアの旗 | 2013年9月25日  | 2015年11月10日 | 88   | 40   | 25   | 23   | 121  | 96   | +25  | 045.45 |
| パレルモ               | イタリアの旗 | 2016年2月15日  | 2016年3月9日   | 3    | 0    | 1    | 2    | 1    | 8    | −7   | 000.00 |
| ウディネーゼ           | イタリアの旗 | 2016年5月19日  | 2016年10月2日  | 8    | 2    | 1    | 5    | 8    | 15   | −7   | 025.00 |
| サッスオーロ           | イタリアの旗 | 2017年11月27日 | 2018年6月5日   | 26   | 9    | 8    | 9    | 24   | 38   | −14  | 034.62 |
| エンポリ               | イタリアの旗 | 2018年11月6日  | 2019年3月13日  | 16   | 4    | 4    | 8    | 24   | 33   | −9   | 025.00 |
| フィオレンティーナ     | イタリアの旗 | 2019年12月23日 | 2020年11月9日  | 53   | 31   | 12   | 10   | 45   | 36   | +9   | 058.49 |
| フィオレンティーナ     | イタリアの旗 | 2021年3月24日  | 2021年5月23日  | 10   | 2    | 5    | 3    | 12   | 14   | −2   | 020.00 |
| パルマ                 | イタリアの旗 | 2021年11月23日 | 2022年5月17日  | 25   | 7    | 11   | 7    | 31   | 25   | +6   | 028.00 |
| バーリ                 | イタリアの旗 | 2024年2月6日   |                | 5    | 2    | 1    | 2    | 5    | 5    | +0   | 040.00 |
| 合計                   | 合計         | 合計           | 合計           | 613  | 233  | 184  | 196  | 775  | 718  | +57  | 038.01 |

## タイトル

### 選手
アスコリ
- セリエB : 1985-1986
- ミトローパ・カップ : 1986-1987

フィオレンティーナ
- セリエB : 1993-1994

### 指導者
キエーヴォ
- セリエB : 2007-2008

パレルモ
- セリエB : 2013-2014